# 四国の道州制論議
四国の道州制論議（しこくのどうしゅうせいろんぎ）では、四国地方内における道州制を巡る論議について取り扱う。

## 枠組み
道州制が施行された場合に考えられる州には、以下の枠組みが挙げられている。

### 四国州
四国地方単独で作る州で、最も可能性が高い方法。2005年11月10日に、四国経済連合会（四経連）が、四国単独の枠組みが最も望ましいと提唱した。設置方法は、(1) 既存の県の上に四国州を設置する方法や、(2) 現在の4県を廃止して四国州を設置する方法、などがある。
高松市、松山市、新居浜市、四国中央市などが州都の誘致に積極的であり、中でも四国の中枢都市を目指している高松市は、州都の設置を具体的に視野に入れた大幅な公共投資も既に行っている。四国各地が発展的な関係を築いて行くことの可能な21世紀に相応しい道の形ではあるが、GDPはフィンランドと同規模、財政的にも他の道と比較して厳しくなる可能性が高いなど、問題点も少なくない。
四経連が2009年に行った四国4県の市町村長と市町村議会の正副議長、経済団体と四経連の会員企業のトップを対象と実施したアンケートでは道州制区割りについて「四国州」が望ましいとする回答が68%を占めた。その回答を県別に見ると香川・愛媛・高知の3県で70%以上が「四国州」を支持し、自身の関西州入りの意見も多い徳島県でも過半数の52.7%が「四国州」を支持している。
主な四国州論者
- 真鍋武紀（香川県知事）[2]
- 増田昌三（当時高松市長）[3]

### 四国州以外
(1) 中四国州
中国地方と四国が合わさった州。四国だけでは外の州に比べて規模が小さいため、中国地方と組むというもの。この場合の州都は、交通面から見れば瀬戸大橋のたもと側が優位となる枠組みであるため、岡山県庁や岡山市の地元政界が積極的に推進している。実施方法については直接中四国州を設置する以外に、最初に中国州と四国州を別々に設置し、後に中四国州に統合すると言う二段階論を提唱する者も存在する（愛媛県知事・加戸守行など）。
しかし、四国では、従来から山陽地方よりも近畿地方との連関が深い点や、四国の地盤沈下という危惧を抱いている点を理由に、この枠組みには否定的である。
それまで、中四国州を強力に推進し、行動計画にもその旨を記していた岡山県であるが、2013年8月29日に新県知事の伊原木隆太主導のもとで改定された中期行動計画の素案では「中四国州の推進」が削除された。
主な中四国州論者
- 石井正弘（岡山県知事）[5]
- 加戸守行（愛媛県知事）[6]
- 白川市長（観音寺市長）[7]

(2) 徳島県が近畿州（関西州）に加入するパターン
近畿経済6団体（関西経済連合会、関西経済同友会、関経協、大阪・京都・神戸の3商工会議所）が提唱する近畿州（関西州）には、2府6県（福井県・滋賀県・京都府・三重県・奈良県・和歌山県・大阪府・兵庫県）の外に、四国から徳島県が加わる。
徳島県にとっては、近畿州に加わることで、特に阪神のテレビ局の電波のより確実な受信や、神戸鳴門ルートのさらなる有効活用などが考えられるだけに、徳島県の沿岸部ではこの枠組みを支持する声が大きい。また、飯泉嘉門・徳島県知事自身が大阪府池田市の出身であり、京阪神志向が強いことも多少は影響しているものと考えられる。徳島県では、「本県が『最も貢献でき』『徳島県らしさ』が発揮できる体制を支持したい」との立場を示している。さらに、徳島県広域行政課は「徳島は関西。明石大橋があるからショッピングに行くのも関西。そもそも関ヶ原より西は関西」という独自の論理で徳島県関西州入りの正当性を主張している。
このパターンは、東京を中心とした関東に対してより高い地位を保ちたい京阪神と、京阪神との交流が多い徳島県の利害関係が合致している。しかし実際には、2010年時点の徳島県における県外との交流人口（1174万2千人）の内訳は、近畿2府6県に対してが11.4%（134万1千人）であるのに対し、四国3県に対しては77.5%（910万4千人）であり、そこに京阪神との人口差を加味すると、徳島の人的交流は京阪神よりも四国内に対してが圧倒的に多い。そのほか、この枠組みは関西との間に海を挟んだ飛地となること、徳島に隣接する高知県室戸地区が孤立状態になるなどが指摘され、徳島県外の四国3県はこのパターンに対して否定的である。
さらに、徳島県が近畿州となれば残る3県で四国州を成立させるのは州規模がさらに小規模になることから現実的ではなく、残る3県は中国地方に編入されるなどして四国単独での州設置は事実上不可能となる。

## 州都を目指す動き
四国への道州制導入に当たって最大の争点となるのが州都の位置である。具体的には以下の都市が挙がっている。特徴として香川県の場合は州都を公言している都市が高松市1市のみであるため、県・市ともにその方向性が一致しているが、愛媛県の場合は公言そのものは行っていない松山市（最大人口）を含めると候補都市が3市もあるため、県と市で足並みが揃っているとは言い難い状況である。

### 高松市（香川県）
- 人口：408,401人（推計人口、2025年3月1日時点）、面積：375.54km2、人口密度：1,087.5人／km2
- 議論根拠：四国各地への交通至便性と四国地方における政治的・経済的中枢性

公に州都高松論が浮上したのは2003年10月16日の香川県議会において香川県知事が「州都にふさわしい中枢拠点機能の集積を目指し、環境整備を推進する」と発言したことに始まり、県・市ともに以降一貫して州都高松論について積極的に発言している。
高松市内には国の出先機関が集中しているため、道州制導入に当ってそれらが廃止あるいは縮小された場合に、その広大な施設を州庁機構として活用可能であるため、州としてハード面での支出が最小限で済むというメリットもある。そのため香川県と高松市では市内に散在する中央省庁の出先機関を1か所の合同庁舎（高松サンポート合同庁舎）に集めて、四国地方内の中核管理・統轄機能の強化を行うなど、州都を見据えた基盤整備が早くから、最も具体的な形で進んでいる。

### 松山市（愛媛県）
- 人口：497,075人（推計人口、2025年3月1日時点）、面積：429.35km2、人口密度：1,157.74人／km2
- 議論根拠：人口優位性

州都そのものについての公言は無く他の候補都市に比較して消極的である。ただ、松山市は四国各地の州都の流れを受けて将来的な方向性としては「四国の雄都」として発展することとしている。

### 新居浜市（愛媛県）
- 人口：110,273人（推計人口、2025年3月1日時点）、面積：234.47km2、人口密度：470.31人／km2
- 議論根拠：四国のほぼ中央部に位置するという地理的優位性[13]

西条市と共に愛媛県東予地方の拠点都市として機能しており、さらに拠点性を高めるための都市基盤整備を行っていることなどから、道州制導入時には州都を目指そうと市議会などでも議論がなされている。そのための西条市や四国中央市との広域大合併の是非も議論されており、両市においても将来の新居浜市との合併は避けられないという認識を持っている。
また、地元選出の国会議員が次期選挙には出馬せずに、道州制導入時に州知事になることを目標に地元を中心に活動することを表明して引退した。また、その地盤を引き継いだ国会議員は、この地域に州都を誘致することを公約に掲げている。

### 四国中央市（愛媛県）
- 人口：77,689人（推計人口、2025年3月1日時点）、面積：421.24km2、人口密度：184.43人／km2
- 議論根拠：四国のほぼ中央部に位置するという地理的優位性

市の名称は2006年に川之江市、伊予三島市、土居町が合併した際に旧伊予三島市長・篠永善雄らの主導で命名されたもので、この時点より道州制が施行された際の州都を目指している。